# Ailinginae
Ailinginae (j. marsz: Aelōñin-ae, co oznacza „wyspa prądów”) – niezamieszkany atol na Wyspach Marshalla. Należy do łańcucha Ralik Chain na Oceanie Spokojnym.
Atol został odkryty przez Álvara de Saavedra Ceróna w 1528 lub Otto von Kotzebue w październiku 1825.
Ailinginae ucierpiało w wyniku eksplozji termojądrowej na atolu Bikini przeprowadzonej przez Stany Zjednoczone w ramach prób atomowych pod kryptonimem „Castle Bravo” w marcu 1954 roku. W wyniku operacji nastąpił opad radioaktywny, który zagrażał ówczesnym mieszkańcom Ailinginae. Zarządzono całkowitą ewakuację osób przebywających na atolu, jednak była ona spóźniona o kilka dni i wielu mieszkańców doświadczyło choroby popromiennej.

## Geografia i przyroda
Ailinginae leży 13 km na południowy zachód od atolu Rongelap i stanowi północny kraniec łańcucha Ralik Chain. Wymiary atolu to 27 km długości i 9 km szerokości. Składa się z 25 wysp, z czego większa część położona jest we wschodniej i południowej części, o łącznej powierzchni 2,8 km². Trzy największe to Ribinouri, Mogiri i Knox. Całkowita powierzchnia laguny wynosi 105,96 km². Wyspy porastają lasy, zarośla i trawy ze stanowiskami rzewni (Casuarina). We wschodniej części Ailinginae istnieją dwa głębokie wejścia do laguny: Mogiri Pass i Eniibukku Pass. Stronę północną Ailinginae stanowi prawie w całości szeroka na 1,5 km zanurzona rafa koralowa. W przeszłości atol określano nazwami: Knox, Korsakoff, Radagola, Radokala, Remski-Korsakoff i Rimski-Korsakow.
W 1967 r. stwierdzono występowanie na Ailinginae 14 gatunków ptaków, w tym 4 lęgowych (Sterna fuscata, Thalasseus bergii, Anous stolidus i Anous tenuirostris) i 6 potencjalnie lęgowych. Na atolu spotkać można następujące gatunki roślin: Eleusine indica i Ipomoea violacea.